# Echthroplexiella tobiasi
Echthroplexiella tobiasi är en stekelart som beskrevs av Svetlana N. Myartseva 1979. Echthroplexiella tobiasi ingår i släktet Echthroplexiella och familjen sköldlussteklar.
Artens utbredningsområde är Turkmenistan. Inga underarter finns listade i Catalogue of Life.